# Mátranovák
Mátranovák é um município da Hungria, situado no condado de Nógrád. Tem 26,97 km² de área e sua população em 2015 foi estimada em 1.673 habitantes.